# Нивола-Вермель
Нивола́-Верме́ль (фр. Nivolas-Vermelle) — коммуна во Франции, находится в регионе Рона — Альпы. Департамент коммуны — Изер. Входит в состав кантона Бургуэн-Жальё-Сюд. Округ коммуны — Ла-Тур-дю-Пен.
Код INSEE коммуны — 38276. Население коммуны на 1999 год составляло 1823 человека. Населённый пункт находится на высоте от 258 до 441 метров над уровнем моря. Муниципалитет расположен на расстоянии около 430 км юго-восточнее Парижа, 45 км юго-восточнее Лиона, 55 км северо-западнее Гренобля. Мэр коммуны — M. Michel Rival, мандат действует на протяжении 2001—2008 гг.
Динамика населения (INSEE):